# Arrondissement di Les Cayes
L'arrondissement di Les Cayes è un arrondissement di Haiti facente parte del Dipartimento del Sud. Il capoluogo è Les Cayes.

## Geografia antropica

### Suddivisioni amministrative
L'arrondissement di Les Cayes comprende 6 comuni:
- Les Cayes
- Camp-Perrin
- Chantal
- Île-à-Vache
- Maniche
- Torbeck